# جوين جونز (متزلج فني)
جوين جونز (بالإنجليزية: Gwyn Jones)‏ هو متزلج فني جنوب أفريقي، ولد في 13 أكتوبر 1939.

## وصلات خارجية
- جوين جونز على موقع أوليمبيديا (الإنجليزية)